# Усупашвили, Давид
Давид Усупашвили (груз. დავით უსუფაშვილი, род. 5 марта 1968) — грузинский политик, председатель парламента Грузии с 21 октября 2012 года по 18 ноября 2016 год. Руководитель Республиканской партии Грузии с 2005 года.

## Биография
Родился в Магаро. В 1992 году окончил Тбилисский университет по специальности «правоведение». С 1993 по 1995 год участвовал в разработке Конституции Грузии. С 1994 по 1997 годы — председатель Ассоциации молодых юристов Грузии. Став оппозиционером существующей власти, вступил в Республиканскую партию.
В 2008 и 2012 году избирался депутатом Парламента Грузии.
Жена — Тина Хидашели, сотрудница и активистка Республиканской партии, министр обороны Грузии.